# OMX Riga
Pour les articles homonymes, voir Riga (homonymie).
L'OMX Riga est un indice boursier de la bourse de Riga, composé des 20 principales capitalisations boursières du pays.

## Composition
Au 21 juin 2011, l'indice  se composait des titres suivants :
| Symbole  | Société                                               | Secteur                       |
| -------- | ----------------------------------------------------- | ----------------------------- |
| BAL1R LR | Latvijas Balzams                                      | Consommation non cyclique     |
| BRV1R LR | Brīvais Vilnis                                        |                               |
| DPK1R LR | Ditton pievadķēžu rūpnīca                             | Industrie                     |
| FRM1R LR | Rīgas farmaceitiskā Fabrika                           | Santé                         |
| GRD1R LR | Grindeks                                              | Santé                         |
| GRZ1R LR | Grobiņa                                               | Consommation non cyclique     |
| GZE1R LR | Latvijas Gāze                                         | Énergie                       |
| KA11R LR | Kurzemes atslēga - 1                                  | Consommation cyclique         |
| KCM1R LR | Kurzemes CMAS                                         | Consommation non cyclique     |
| LAP1R LR | Liepājas Autobusu Parks                               | Industrie                     |
| LJM1R LR | Latvijas Jūras medicīnas centrs                       | Santé                         |
| LME1R LR | Liepaja Steel                                         | Matériaux                     |
| LOK1R LR | Daugavpils Lokomotīvju Remonta Rūpnīca                | Industrie                     |
| LSC1R LR | Latvian Shipping (Latvijas kuģniecība)                | Énergie                       |
| LTT1R LR | Latvijas Tilti                                        |                               |
| NKA1R LR | Nordeka                                               | Industrie                     |
| OLF1R LR | Olainfarm                                             | Santé                         |
| OLK1R LR | Olaines kūdra                                         | Matériaux                     |
| RAR1R LR | Rīgas AR                                              | Consommation cyclique         |
| RER1R LR | Rīgas Elektromas                                      | Industrie                     |
| RJR1R LR | Rīgas juvelierizstrādājumu rūpnīca                    | Consommation cyclique         |
| RKB1R LR | Rīgas Kuģu Būvētava                                   | Industrie                     |
| RRR1R LR | Radiotehnika RRR                                      | Consommation cyclique         |
| SAF1R LR | SAF Tehnika                                           | Technologies de l'information |
| SCM1R LR | Siguldas ciltslietu un mākslīgās apsēklošanas stacija | Consommation non cyclique     |
| SMA1R LR | Saldus mežrūpniecība                                  | Matériaux                     |
| TKB1R LR | Tosmares Kuģubūvētava                                 | Industrie                     |
| TMA1R LR | Talsu mežrūpniecība                                   |                               |
| VEF1R LR | VEF JSC                                               | Finance                       |
| VNF1R LR | Ventspils Nafta                                       | Énergie                       |
| VSS1R LR | Valmieras stikla šķiedra                              | Industrie                     |
| ZOV1R LR | Latvijas zoovetapgāde                                 |                               |